# Дрангово (Благоевград)
Дрангово је насељено место у општини Петрич у области Благоевград, Бугарска. Према попису из 2021. године било је 462 становника.
Насеље је подигнуто 1918. године на месту старог села Покровник насељавањем словенских избеглица из грчке Македоније. Добило је име по бугарском пуковнику Борису Дрангову.